# Panorering
Panorering er et filmsprogligt udtryk.
Panorering og tilt er samstemmende teknikker, hvor forskellen er, at panoreringen tager udgangspunkt i en horisontal bevægelse, mens tilt følger et vertikalt forløb. Operationerne udføres almindeligvis med kameraet monteret på stativ, idet stativet giver stor stabilitet og sikkerhed i bevægelsen. De klassiske regler for panorering og tilt foreskriver et tredelt forløb med et veldefineret start- og slutpunkt samt en midte, hvor omkring bevægelsen accelererer/decelererer. Panoreringer og tilt tjener primært det formål at reframe handlingen, når aktørerne sprænger billedrammen gennem deres bevægelse eller blikretning.